# البشير مختار
البشير مختار (مواليد 1 مايو 1995) هو سبّاح نيجري، مثّل بلاده في الألعاب الأولمبية الصيفية 2016.

## روابط خارجية
البشير مختار على موقع اللجنة الأولمبية الدولية (الإنجليزية)
- البشير مختار على موقع أوليمبيديا (الإنجليزية)